# 조너선 콜턴
조너선 콜턴(Jonathan Coulton, 1970년 12월 1일 ~ )은 미국의 싱어송라이터이다. 콜턴은 밸브 코퍼레이션의 포탈과 포탈 2, 레프트 4 데드 2에서 각각 "Still Alive"와 "Want You Gone", "Re: Your Brains"을 작곡하였다.